# Ruhm aus Kelsterbach
Der Ruhm aus Kelsterbach ist eine Sorte des Kulturapfels (Malus domestica). Der Apfel ist eine hessische Lokalsorte aus dem Rhein-Main-Gebiet um Kelsterbach, südlich
von Frankfurt am Main. Die Sorte wurde von der Aktion „Hessische Lokalsorte des Jahres“ zur Streuobstsorte des Jahres 2018 gewählt, um das pomologische kulturelle Erbe in Hessen zu erhalten. Hierzu werden Jungbäume von kooperierenden Baumschulen angezogen und für Neupflanzungen angeboten.

## Beschreibung

### Frucht
Der mittelgroße Apfel hat eine glatte, trockene und teilweise glänzende Schale mit einer hellroten Deckfarbe. Die Schale kann leicht gelblich gestreift oder verwaschen sein und ist mit Schalenpunkten und Lentizellen überzogen. Dieses Aussehen sorgt dafür, dass der Ruhm aus Kelsterbach häufig mit der Roten Sternrenette verwechselt wird. Das Fruchtfleisch ist weißlich, sehr saftig und hat einen süßen bis leicht säuerlichen Geschmack.
Der Ruhm aus Kelsterbach reift im Oktober und kann danach noch länger am Baum hängen bleiben, bevor er eingelagert wird. Die Genussreife reicht von Dezember bis März, die Haltbarkeit hält noch länger an, was den Apfel als Wintersorte auszeichnet. Der Ruhm aus Kelsterbach gilt als guter Wirtschaftsapfel, kann aber auch als Essapfel genutzt werden. Die Apfelsorte weist hohe, regelmäßige Erträge auf.
Aufgrund seines Aromas wird der Ruhm aus Kelsterbach außerdem für Obstbrände sowie sortenreinen Apfelwein und -saft verwendet.

### Baum
Die Bäume haben keine besonderen Ansprüche an das Klima oder den Boden. Sie können sehr groß und alt werden, wobei sie eine kräftige Wuchsform besitzen und im zunehmenden Alter sehr oft schief in eine Richtung wachsen. Das Holz des Baumes gilt aufgrund seiner in Richtung lachsrot gehenden Färbung als sehr wertvoll.

## Herkunft und Verbreitung

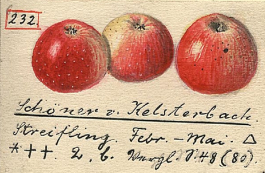
Ruhm aus Kelsterbach, gezeichnet von Richard Zorn

Zum ersten Mal entdeckte man den Ruhm aus Kelsterbach mündlichen Berichten zufolge um das Jahr 1900 auf dem Gelände einer Ziegelei in Kelsterbach. Die erste schriftliche Erwähnung des Apfels stammt von Richard Zorn, der ihn 1934 als „Schöner aus Kelsterbach“ beschrieb. Weitere schriftliche Aufzeichnungen über den Ruhm aus Kelsterbach existieren aus den 1940er Jahren, etwa im Sortenverzeichnis von Hessen-Nassau oder in der Zeitschrift Das Gartenjahr. Zu dieser Zeit war der Ruhm aus Kelsterbach auf Streuobstwiesen im Raum Frankfurt am Main relativ stark verbreitet. Durch die späte Reife und lange Lagerfähigkeit in den Wintermonaten war die Sorte im Zweiten Weltkrieg sehr begehrt.
Die Ähnlichkeit zur weit verbreiteten Roten Sternrenette sorgte dafür, dass er häufig mit dieser verwechselt und dadurch nur noch sehr selten nachgezogen wurde. In den 2000er Jahren waren infolgedessen fast nur noch Altbäume vorhanden. Pomologen entdeckten jedoch vereinzelte Jungbäume, die ebenfalls aus Verwechslungen mit der Sternrenette stammten und quasi unbeabsichtigt gepflanzt wurden. Spätestens mit der Ernennung zur Hessischen Streuobstsorte des Jahres wurde damit begonnen, den Ruhm aus Kelsterbach gezielt nachzupflanzen.